# جب الكلب كبير
جب الكلب كبير قرية سوريّة تتبع إداريّاً لمحافظة حلب منطقة منبج ناحية مركز منبج، بلغ تعداد سكانها 350 نسمة حسب التعداد السكاني لعام 2004.